# ۲۴ ساعت در خواب و بیداری
۲۴ ساعت در خواب و بیداری داستانی نوشتهٔ صمد بهرنگی در بهار ۱۳۴۸ است.

## خلاصه داستان
داستان «۲۴ ساعت در خواب و بیداری» دربارهٔ پسربچه‌ای به نام لطیف است که به همراه پدرش برای کار به تهران آمده‌اند و با دست‌فروشی و خیابان‌خوابی روزگار می‌گذرانند. لطیف هر روز عروسک شتری را از پشت ویترین یک مغازه اسباب‌بازی فروشی تماشا می‌کند. کم‌کم در خیالش با شتر دوست می‌شود و به او دل می‌بندد. در پایان داستان مرد پولداری شتر را برای دخترش می‌خرد. لطیف برای این که نگذارد شترش را ببرند با مرد درگیر می‌شود و از او کتک می‌خورد. آرزو می‌کند مسلسل پشت شیشه مال او بود.